# اسكرينا
اسكرينا (بالإنجليزية:  Askerina)‏ هو جنس منقرض من الأذينيات من فصيلة الأتريبينات.

## الاكتشاف والتسمية
تم الإعلان عن اكتشاف اسكرينا سيمبولا (Askerina cymbula) في عام 2019 من قبل غودفي بارلي (Gudveig Baar) ولكن سيتم نشر النسخة النهائية من المقال في عام 2020.
الاسم العام اسكرينا (Askerina) مشتق من "Asker"، وهي البلدة التي تم العثور على العينات فيها. أما الاسم المحدد، سيمبولا (cymbula)، مشتق من الاسم اللاتيني "cymba"، بمعنى الكأس أو القارب كإشارة إلى الصمام العضدي العميق.

## الوصف
الاسكرينا تكون متوسطة الحجم إلى كبيرة الحجم. لديها خط مفصلي واسع وشكل العضلة المزدوجة الظهرية متين مع طية وتلم متطورة. منقار هذا النوع صغير ومغطى بألواح. تضليع اسكرينا يحتوي على صفائح نمو موحدة المركز، وميكروفيلات ورتوش.
بالإضافة إلى عنيق معتدل من هذه الأصناف وأسنان أعضاء سميكة ومتشابكة. قواعد الساق صغيرة ورقيقة نسبيا، وبدون ريش.